# Скрипник Антон Олексійович
Антон Олексійович Скрипник (22 червня 1986, Львів) — український підприємець, інвестор, засновник та CEO української ІТ-компанії Kindgeek.
Співзасновник ангельського клубу “Lviv Tech Angels”, що розвиває культуру стартапів у Львові. Викладач факультету прикладних наук Українського Католицького Університету й факультету компʼютерних наук та інформаційних технологій Національного університету “Львівська політехніка”.
Засновник  Eleks Dynamics(ТОВ «ГЛОБАЛ ДАЙНЕМІКС»), що спеціалізується на створенні програмного забезпечення для безпілотних повітряних та наземних транспортних засобів, а також для відеопередачі на відстані та напрямленого радіозв'язку.

## Життєпис
Народився 22 червня 1986 року у Львові у сімʼї інженерів. Батько — Скрипник Олексій Олексійович, співзасновник української ІТ-компанії ELEKS, науковець, громадський діяч.
У 2003 році вступив до ЛНУ ім. Івана Франка на факультет прикладної математики та інформатики, де здобув освітній ступінь бакалавра та магістра.
У 2013 році здобув другу освіту MS in Technology Management в UCU Business School.

### Кар’єра
З лютого 2005 року по лютий 2015 року працював на позиціях: проєктний менеджер, продакт-менеджер і Head of Marketing Management в українській ІТ-компанії ELEKS.  Паралельно вів власну підприємницьку діяльність. У 2009 році став співзасновником і СЕО українського виробника ексклюзивних безкаркасних меблів “Yo-ma-Yo”. У 2012-2014 роках заснував і очолив керівництво стартапу STATR, який дозволив розробникам ігор отримувати аналітику про їхніх користувачів.
У 2015 році став співзасновником стартапу H2OMetr, який виготовляє пристрій для визначення якості води, підрахунку калорій та дезінфекції води.
У 2015 році Антон Скрипник разом з партнером Юрієм Гнатюком заснували компанію з розробки програмних продуктів Kindgeek. ІТ-компанію Kindgeek створили як відповідь на російську агресію проти України, аби забезпечити українців робочими місцями.

### Наукова діяльність
З 2014 року — викладач Інституту компʼютерних наук та інформаційних технологій Національного університету “Львівська політехніка”. Читає курс “Проєктний менеджмент”.
З 2017 року — викладач Інституту прикладних наук Українського Католицького Університету. Читає курси “SDLC” (“Цикл розробки програмного забезпечення”) та “Product Development course” (“Курс розробки продукту”).
Ментор проєктів-учасників програми MS in Innovations and Entrepreneurship у Львівській бізнес-школі та Lviv Startup Club.

### Громадська діяльність
У 2012 році працював над кампанією запровадження  пілотних е-медичних карток в одній з львівських дитячих лікарень.
У 2016 році Скрипник разом зі своєю компанією Kindgeek розробили “розумний” датчик “AirQ”, який допомагає визначити оптимальний рівень вологості, освітленості та температури повітря у навчальних закладах. Перший такий сенсор встановили у львівському дитячому садочку № 159. Пристрій безкоштовно протестували спільно з ГО “Наукова”.
У 2017 році спільно з партнером Юрієм Гнатюком очолювали створення соціального проєкту LvivLand — відеопедія про життя, культуру та бізнес у Львові.
У 2020 році ініціював та спільно з Львівською міською радою запустили інформаційний ресурс “Relocate To Lviv” для ІТ-спеціалістів та компаній з інших країн, які у звʼязку з подіями у Білорусі бажають переїхати до Львова.
Під час пандемії COVID-19 компанія Kindgeek перерахувала 100 тисяч гривень на придбання засобів для захисту лікарів. У 2022 році, від початку повномасштабного російського вторгнення в Україну Скрипник з партнером долучилися до організованого DOU флешмобу зі збору коштів для благодійного фонду «Повернись живим». У травні 2022 команда компанії Kindgeek перерахувала 80 000$ благодійному фонду «Повернись живим», на ці кошти закупили тепловізори для українських військовослужбовців.

## Особисте життя
Дружина — Антоніна Олександрівна Скрипник. Разом виховують трьох дітей.